# Ранголі

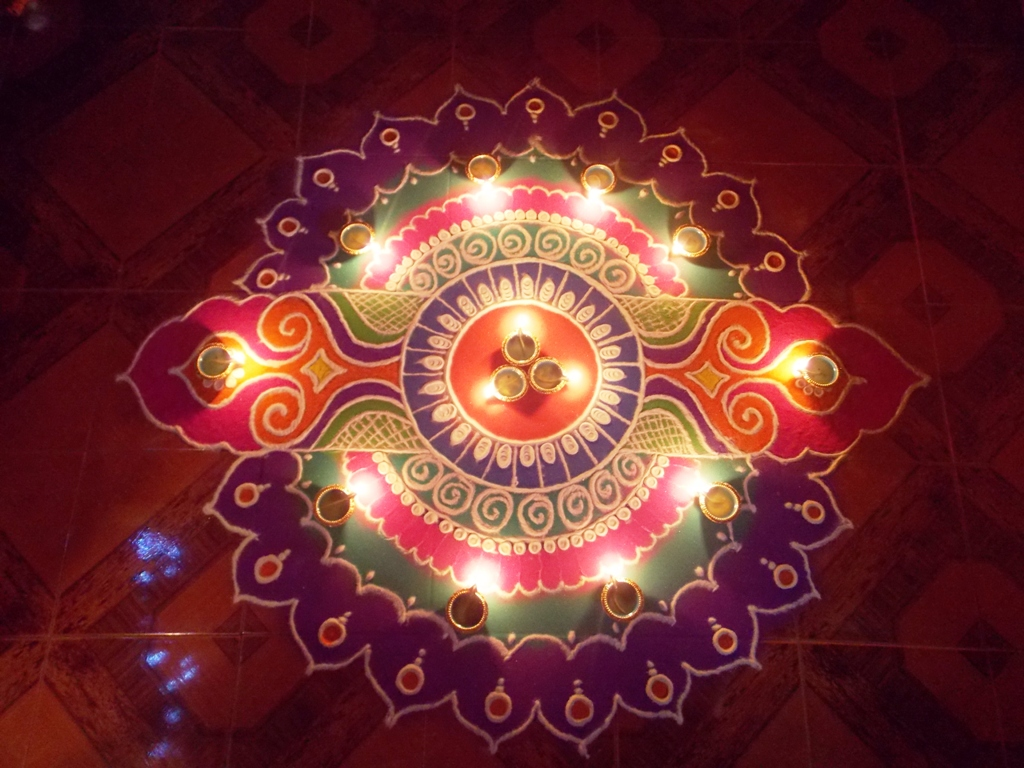
Ранголі з нагоди Дівалі, Гоа, Індія

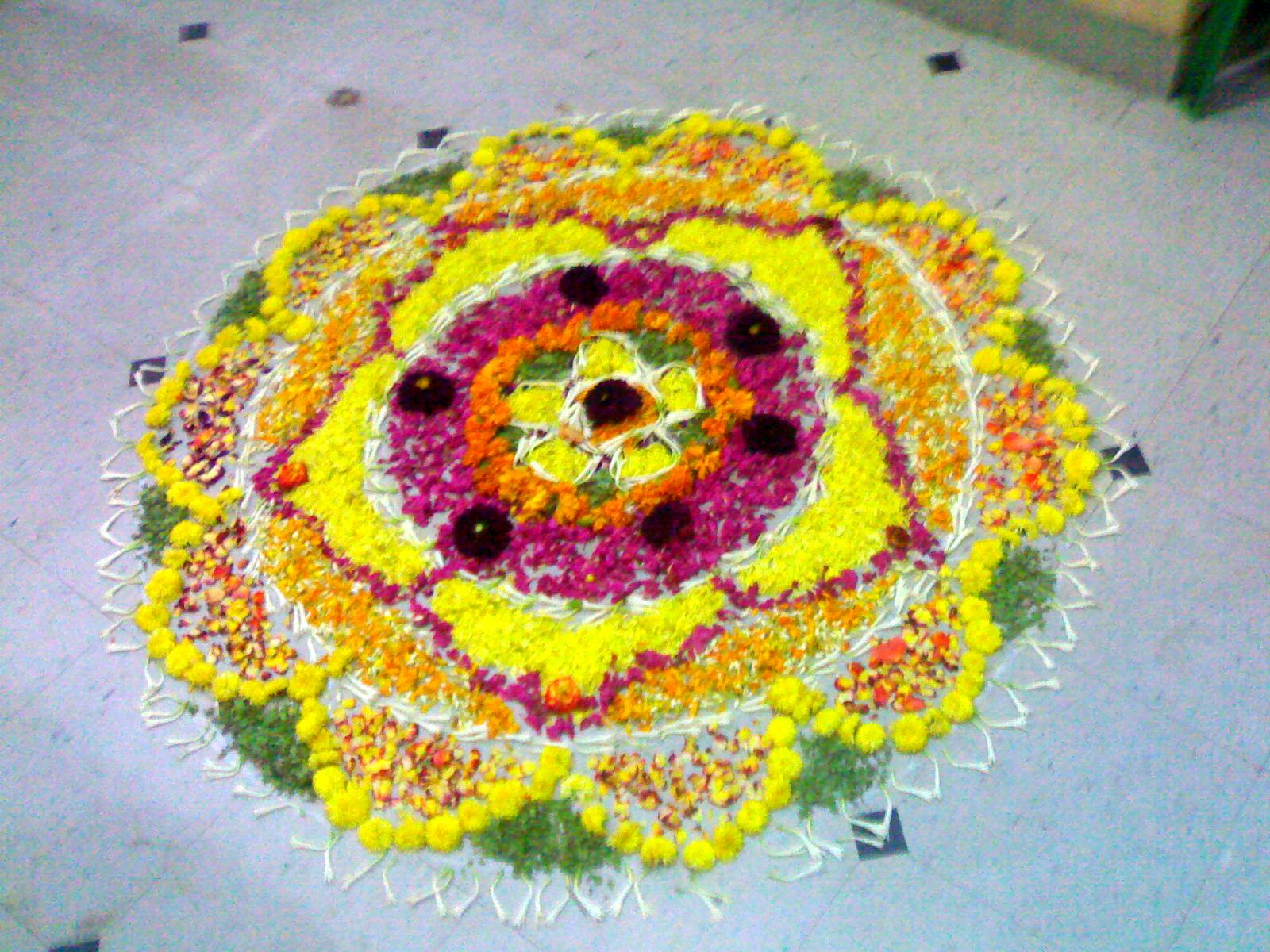
Ранголі, виготовлені з квітів на свято Онам

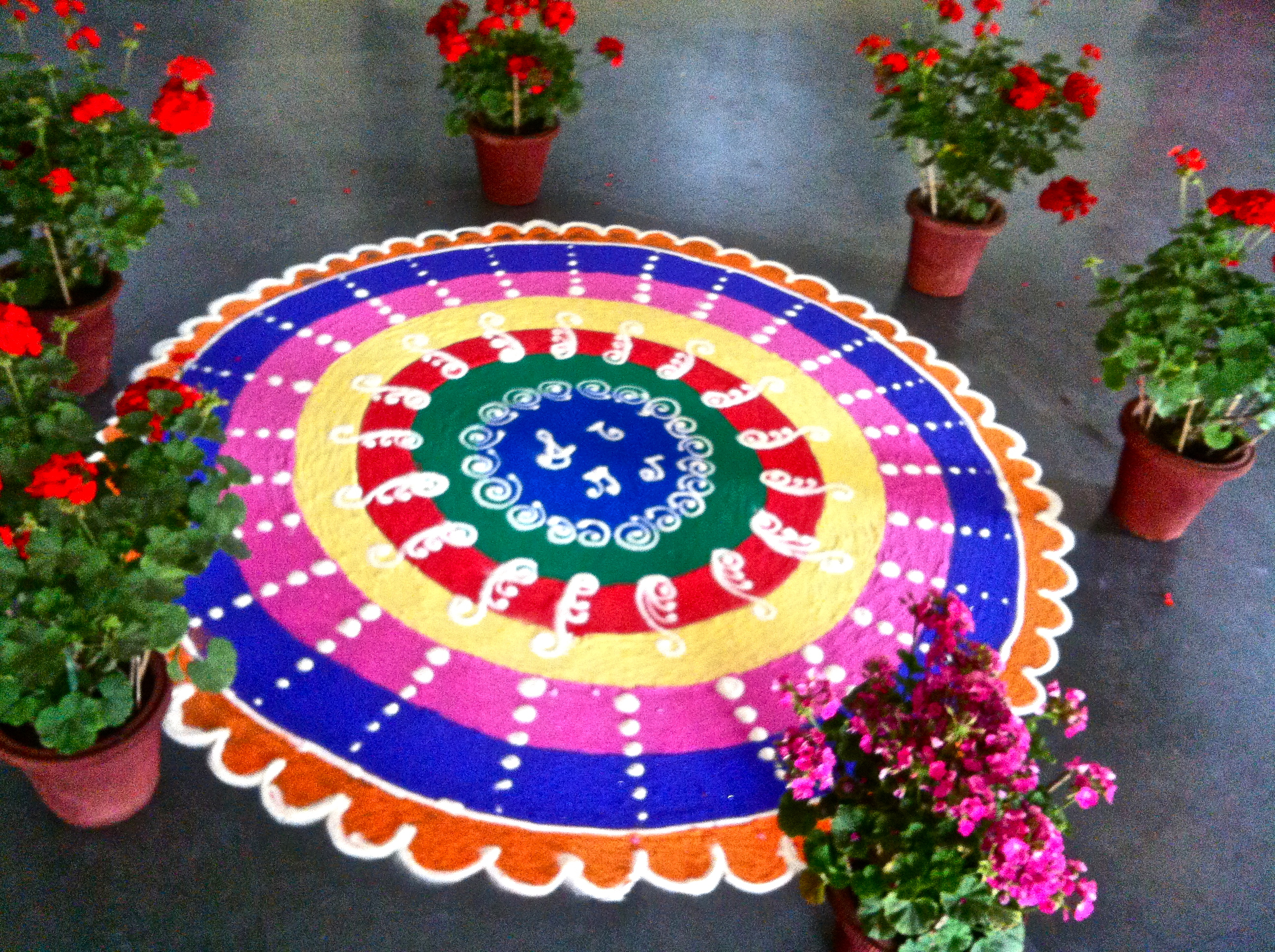
Ранголі в Делі, Індія

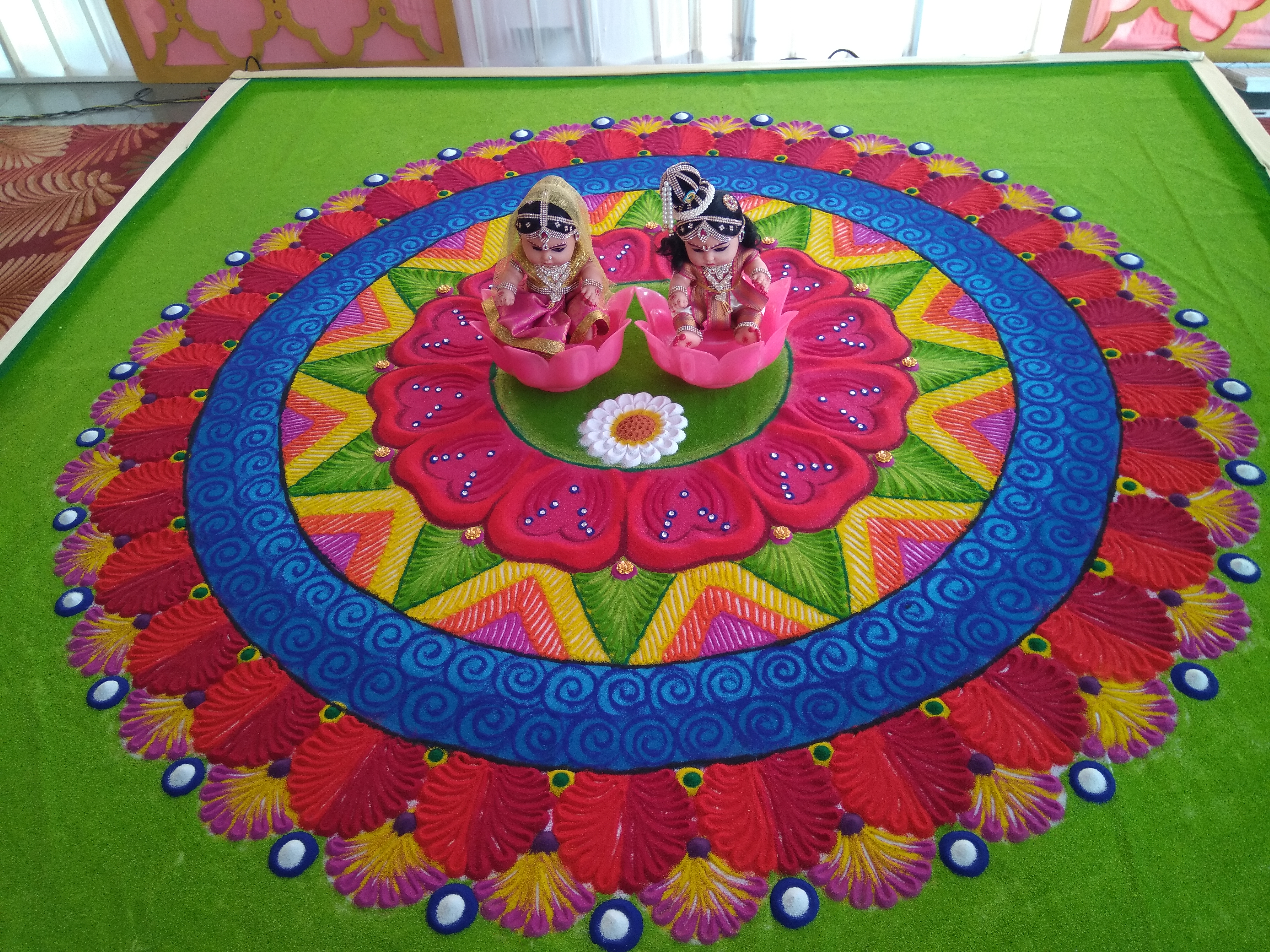
Ранголі прикрашений ідолом Крішна та Радга

Ранголі — це вид мистецтва, що походить з Індійського субконтиненту, у якому візерунки створені на підлозі чи стільниці з використанням таких матеріалів, як подрібнений вапняк, червона охра, сухе рисове борошно, кольоровий пісок, кварцова пудра, пелюстки квітів і кольорове каміння. Це повсякденна практика в багатьох індуїстських домогосподарствах; однак виготовлення його більшого розміру зарезервовано для фестивалів та інших важливих свят, але це займається багато часу. Ранголі традиційно виготовляють під час Дівалі або Тіхар, Онам, Понгал та інших індуїстичних фестивалів на Індійському субконтиненті, і випускають під час Дівалі. Дизайни передаються від одного покоління до іншого, зберігаючи як форму мистецтва, так і традиції . [1]
Ранголі мають різні назви залежно від стану та культури. Ранголі відіграють важливу роль у повсякденному житті індуїстської родини, особливо історично, коли підлога в будинках була очищена. Зазвичай їх роблять за порогом парадного входу, рано вранці після прибирання території. Традиційно пози, необхідні для створення ранголі, є своєрідною вправою для жінок, щоб випрямити хребет. Ранголі символізує щастя, позитив і жвавість родини та призначений для вітання Лакшмі, богині багатства та удачі. Вважається, що індуїстська сім'я без чистого входу та ранголі є місцем дарідри (невезіння).
Призначення ранголі не тільки для прикраси. Традиційно для основного дизайну використовується подрібнений кальцит і вапняк або зернові порошки. Вапняк здатний запобігти проникненню комах у будинок, а зернові порошки приваблюють комах і не дозволяють їм проникнути в будинок. Використання зернових порошків для ранголі також вважається панч-махабхута сева [потрібне уточнення], оскільки цим харчуються комахи та інші пилові мікроби. Зображення дизайну можуть відрізнятися, оскільки вони відображають традиції, фольклор і практики, унікальні для кожної місцевості. Ранголі традиційно виготовляють дівчата або жінки, хоча їх також створюють чоловіки та хлопці. В індуїстській родині базові ранголі є повсякденною практикою. Використання кольорів і яскравого дизайну демонструється під час таких заходів, як фестивалі, святкові обряди, весільні свята та інші подібні події та зустрічі.
Ранголі може включати прості геометричні фігури, зображення божеств або квіткові мотиви, які символізують святкові події. Також зустрічаються складні візерунки, створені спільною працею багатьох людей. Геометричні орнаменти часто несуть релігійне значення і розміщуються в домашніх храмах або навколо місць проведення ритуалів яґна. Історично їх малювали біля зон приготування їжі, щоб захистити від комах і шкідливих мікроорганізмів. Сьогодні використовують синтетичні барвники, а також традиційні матеріали, як-от порошок червоної цегли, квіти й пелюстки, що додають особливий шарм квітковій ранголі.
З часом уява та інноваційні ідеї також були включені в мистецтво ранголі. Rangoli були комерційно розроблені в таких місцях, як п’ятизіркові готелі. Його традиційний шарм, артистизм і важливість зберігаються і сьогодні.

## Етимологія
Від санскритського слова "रङ्ग" (raṅga), що означає колір . Ранголі походить від санскритського слова « rangavalli».
Різні назви цього виду мистецтва та подібних практик включають: 
- Raangoli (रांगोळी) in Maharashtra
- muggu (ముగ్గు) in Andhra Pradesh and Telangana
- rangoli/rangole (ರಂಗೋಲಿ/ರಂಗೋಲೆ) in Karnataka
- kolam (கோலம்) in Tamil Nadu
- mandana/mandas (माँडना) in Rajasthan
- alpana/alpona (আল্পনা) in Bangladesh and West Bengal
- haripan/aripan (आरिपना) in Bihar
- muruja (ମୁରୁଜ) or jhoti (ଝୋଟି) or chita (ଚିତା) in Odisha
- chowkpurana (छोवकपुराणा) in Chhattisgarh
- chowkpujan (चौकपूजन) in Uttar Pradesh
- chowk poorana in Punjab
- pookkalam (പൂക്കളം) in Kerala
- Rangoli/sanskarbharti/bharti in Maharashtra
- saathiya/gahuli in Gujarat
- aipan/eipan (ऐपण) in Uttarakhand

## У різних штатах
У середній Індії, головним чином у Чхаттісгарху, Ранголі називають Чаок і зазвичай малюють біля входу в будинок чи будь-яку іншу будівлю. Порошок кварцу, висушене рисове борошно або інші форми порошку білого пилу використовуються для малювання Chaooks. Хоча існує багато традиційних шаблонів Chaook, їх можна створити набагато більше залежно від творчих здібностей людини, яка їх малює. Вважається сприятливим, оскільки символізує злиття удачі та достатку на дім і сім’ю. Намальована не як картинка Болка. Патерни створюються на основі певних систем. Як правило, жінки встають рано вранці і прибирають коров’ячим гноєм територію біля входу в їхні будинки, окроплюють територію водою і малюють Чаук. У Махараштрі та Карнатаці ранголі малюють на дверях будинків, щоб відлякати злі сили, які намагаються проникнути.

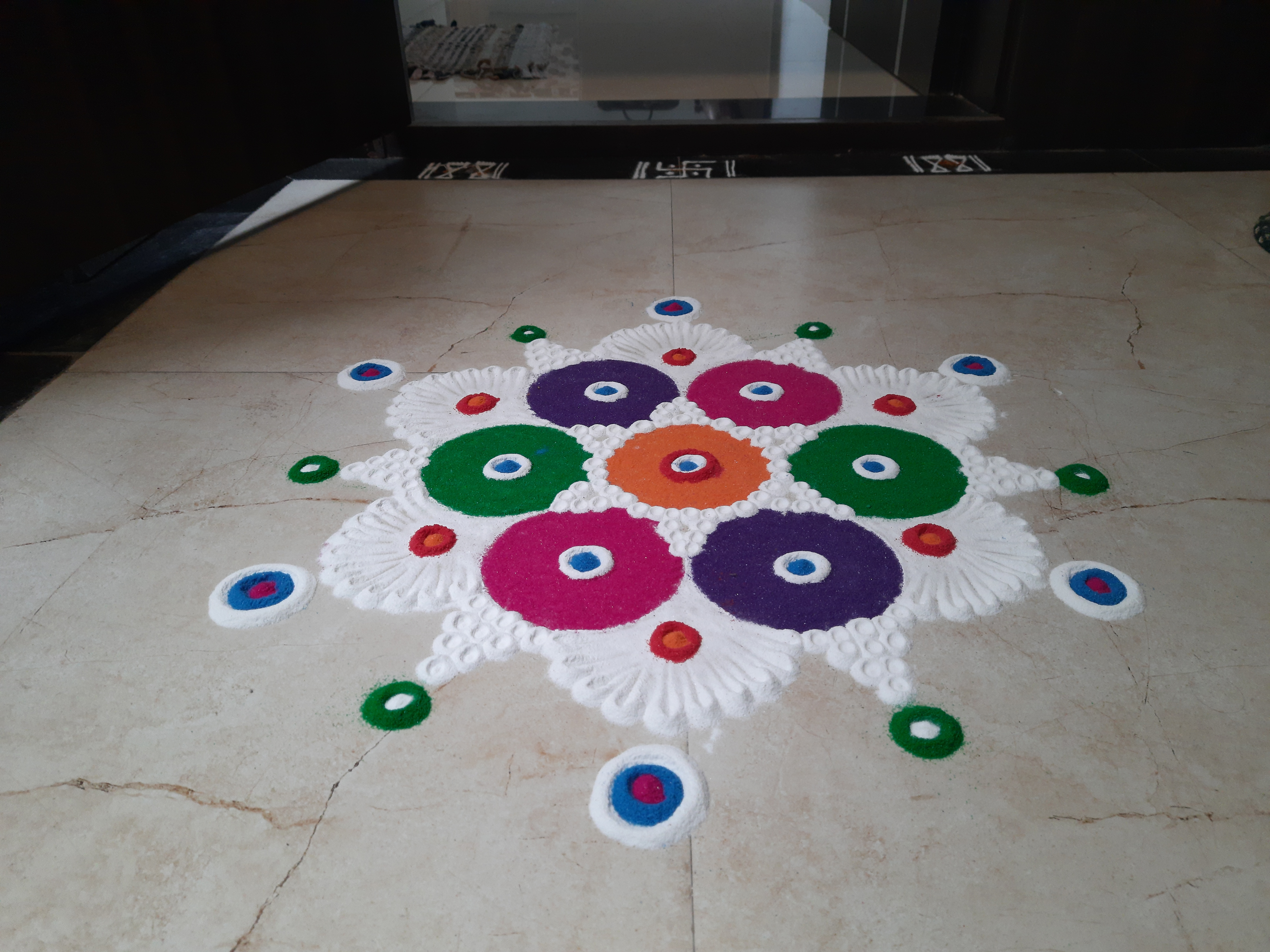
Ранголі, намальований перед дверима будинку з нагоди фестивалю в Махараштрі

Під час фестивалю Онам у Кералі кладуть квіти на кожен із десяти днів святкування, причому з кожним днем дизайн стає все більшим і складнішим. У Таміл Наду, Андхра-Прадеш і Карнатака, а також у багатьох частинах Махараштри ранголі або Колам щодня малюють на землі чи підлозі. Дизайни мають геометричні та симетричні форми मूल्यतः, але використані матеріали схожі на ранголі: використовується порошок кварцу, рисове борошно або шлам. У Раджастхані мандани малюють на стінах. Mmandne, різноманітні фестивалі, великі фестивалі та їх можна класифікувати за сезонами. Також можна використовувати різні форми залежно від розміру. Кумаон «ритм письма» або в різноманітних графічних символах Thapa, художні конструкції, Bellbutoan використовується. Alikhthap суспільства окремо – розділені різними групами – різні ікони та засоби мистецтва використовуються. кожен дім перед заводом Tulsi під назвою "Tulasi chahura" в основному присвячений Господу Крішні та Господу Джаганнатха. Фестиваль Мурджа, який закінчується на Картика Пурніма, створюється з рисового борошна під час великих свят, таких як Дурга Пуджа, Калі Пуджа. Сарасваті Пуджа, Коджагорі Лакшмі Пуджа та Джогодхатрі Пуджа.
На форму, дизайн і матеріал можуть впливати регіональні традиції. Квадратна сітка поширена в Північній Індії, як і шестикутна сітка в Південній Індії; Онам Ранголі зазвичай мають круглу форму. У Північній Індії колір найчастіше базується на гіпсі (чіроді), у Південній Індії — на рисовому борошні, а Онам Ранголі — зазвичай на квітковій основі. Швидку та широку міграцію та змішування людей в Індії можна побачити по тому, як ці стилі зараз вільно приймаються та змішуються по всій країні. Також стає звичайним побачити експерименти, такі як плаваючі ранголі на основі тирси, конструкції вільної форми та екзотичні матеріали.
Особливо примітно, що тамільська версія ранголі, Колам, цінує симетрію, складність, точність і заплутаність, а не яскравість ранголі, яка зустрічається в Північній Індії. Багатьом людям приємно спробувати з’ясувати, як такі складні малюнки малюються за допомогою сітки, і, отже, це дозволяє тренувати розум.

## Елементи

### Кольори та дизайн

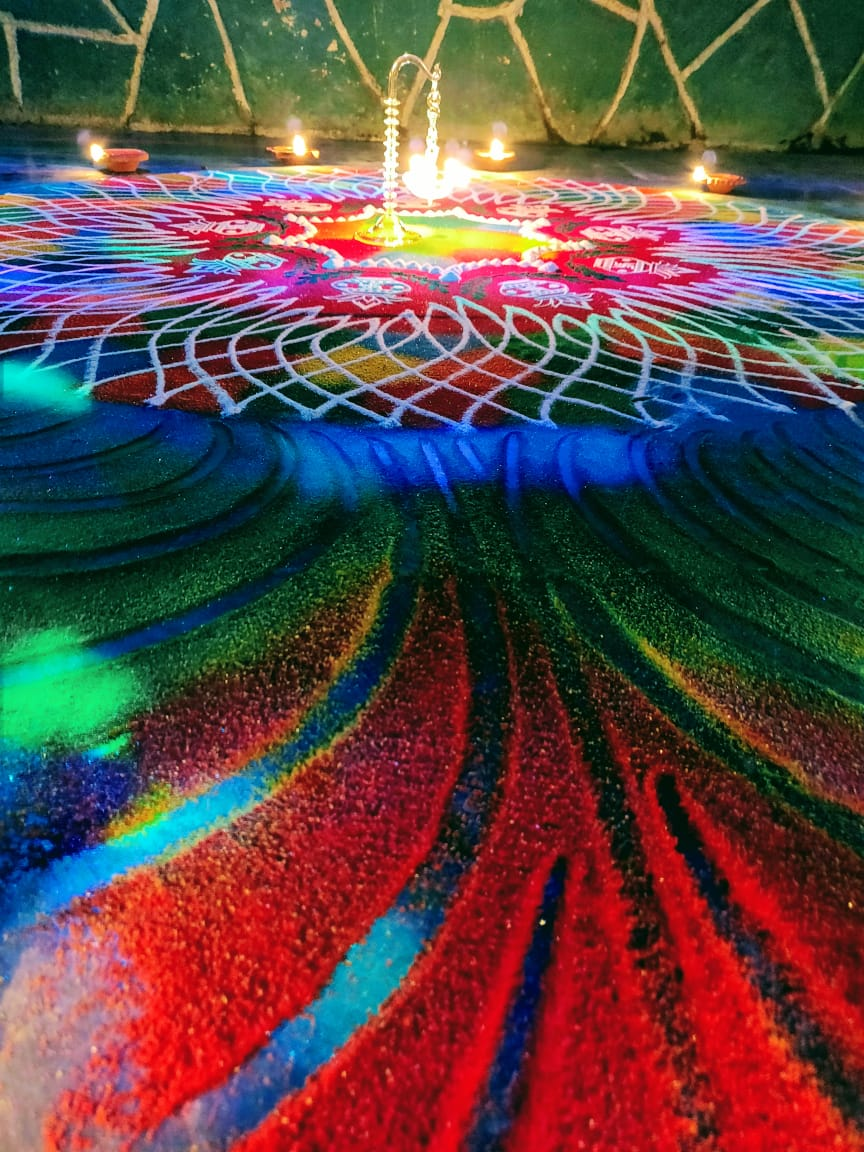
Ранголі, створений для Дівалі в Пуні, Махараштра, Індія

Найважливішим елементом ранголі є барвистість. Це сприятливі символи, які відіграють центральну роль у дизайні. Зразки передаються від одного покоління до наступного в міру їх виготовлення – і для створення цих символів потрібні. Традиційно кожне нове покоління вчиться мистецтву, і таким чином сім'я зберігає традиції недоторканими. Деякі основні символи, які використовуються в ранголі, це квітка лотоса та її листя, манго, ваза Туе, риба, різні види птахів, як папуги, лебеді та павичі, людські фігури та листя. Ранголі часто готують в особливих випадках, як-от Дівалі. Деякі особливі візерунки для Дівалі Ранголі - це Дія, яку також називають Глибина, Ганеша, Лакшмі, квіти або птахи Індії. Візерунки включають обличчя індуїстських божеств, геометричні фігури з мотивами павича та круглі квіткові орнаменти. Багато з цих мотивів є традиційними і передаються від попередніх поколінь. Це робить ранголі відображенням багатої спадщини Індії та того факту, що це країна фестивалів і колориту. Люди святкують ранголі візерунками давалі.

### Матеріали
Матеріали, які використовуються для виготовлення ранголі, легко знайти всюди. Тому це мистецтво поширене в усіх домівках, багатих і бідних. Зазвичай для приготування ранголі використовуються такі основні інгредієнти: рисовий розчин пізе, висушений порошок із листя, барвник, деревне вугілля, спалена земля, тирса тощо. </link> Ранголі також створюють із використанням кольорового порошкоподібного кварцу, рису, сухого борошна, пелюсток квітів, куркуми (пасупу), кіноварі (сіндурам) і кольорового піску.

### Фонова поверхня
На тлі ранголі використовується прозора підлога чи стіна або використовується Llype. Ранголі можна зробити у дворі в середині, кутах або у вигляді дзвоника навколо.
Ворота Дері — ще одна традиція виготовлення ранголі. Місце Боже, залежно від лампи, місця поклоніння та жертви на вівтарі є традицією прикрашати ранголі.

### Мандала ранголі

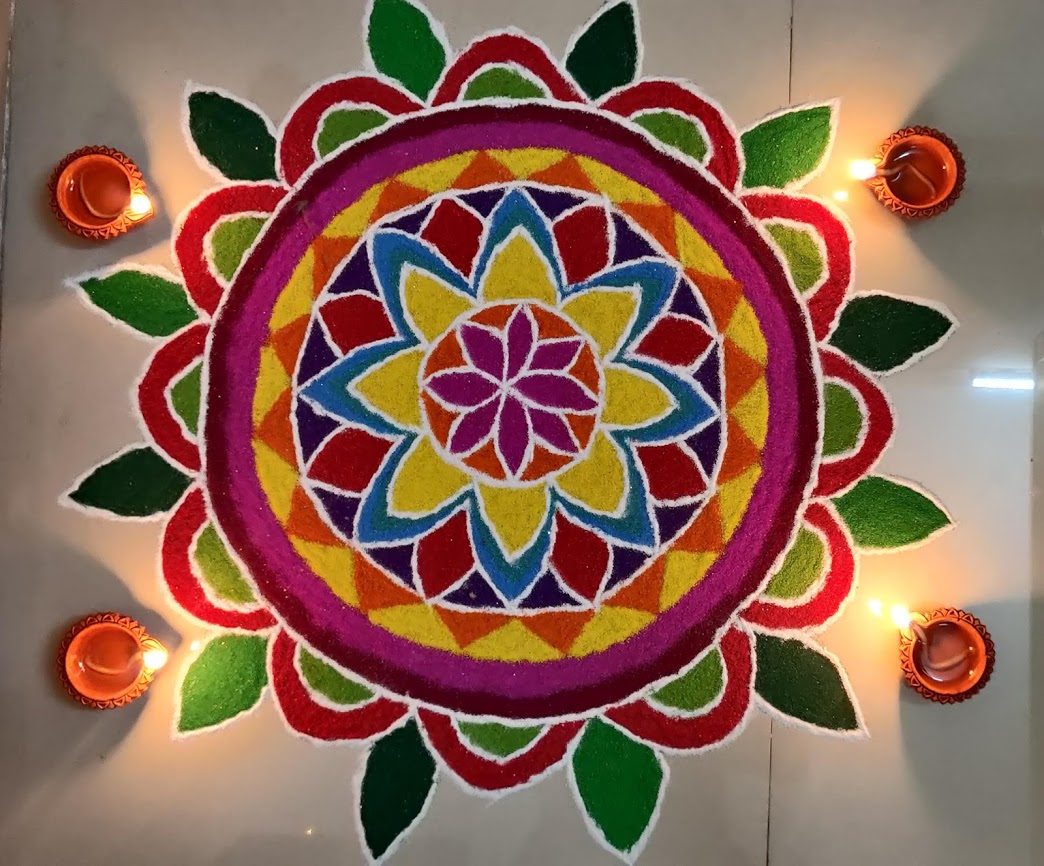
Мандала ранголі, зроблена в індійському домі під час Дівалі

Мандала — це діаграма, діаграма або геометричний візерунок, який представляє космос метафізично чи символічно, часовий мікрокосм Всесвіту, але спочатку мав на меті представляти цілісність і модель для організаційної структури самого життя, космічна діаграма, яка показує зв’язок до нескінченності та світу, що простягається за межі та всередині різних розумів і тіл. Він також представляє духовну подорож, починаючи ззовні до внутрішнього ядра, через шари.

## Створення
Існує два основні способи виготовлення ранголі: сухий і вологий, залежно від матеріалів, які використовуються для створення контуру та (за бажанням) заповнення цього контуру кольором. Використовуючи білий матеріал, наприклад крейду, пісок, фарбу чи борошно, художник позначає центральну точку на землі та сторони світу навколо неї, зазвичай у квадраті, шестикутнику чи колі залежно від регіону та особистих уподобань. Розгалуження цього спочатку простого візерунка створює те, що часто є складним і красивим дизайном. Поширені мотиви з природи (листя, пелюстки, пір'я) і геометричні візерунки . Менш поширеними, але аж ніяк не рідкісними є образотворчі форми (наприклад, павич, ікона чи пейзаж). «Готові візерунки Rangoli», часто у вигляді трафаретів або наклейок, стають поширеними, що полегшує створення детальних або точних дизайнів.
Після завершення контуру художник може вибрати освітлення його кольором, знову ж таки використовуючи або вологі, або сухі інгредієнти, як-от фарби, кольорову рисову воду, гіпсовий порошок, кольоровий пісок або сухі пігменти . Художник також може вибрати необроблені матеріали, такі як насіння, зерна, спеції, листя або пелюстки квітів, щоб отримати реалістичні відтінки. Сучасні матеріали, такі як кольорові олівці, барвники або фарбовані тканини, акрилові фарби та штучні барвники, також стають поширеними, що дозволяє створювати блискучі та яскраві кольори. Більш новий, але менш штучний метод передбачає використання цементу, пофарбованого мармуровою пудрою. Цей досить точний метод вимагає навчання, але таким способом можна малювати красиві портрети.

## Релігія
У шрі-вайшнавізмі сказано, що Андал, один із 12-ти Алварів, поклонявся божеству Крішна і став його дружиною в місяці Маргахі. Протягом цього місяця кілька неодружених жінок встають до світанку і малюють ранголі, щоб привітати божество. Згадки про створення ранголі також зустрічаються в індуїстській літературі. Є також посилання на ранголі в таких легендах, як Рамаяна - у весільному павільйоні Сіти, де відбувається дискусія про ранголі. Культурний розвиток ранголі на півдні бере початок в епоху правителів Чола.
1. ↑  Kolams, chowkpurana, madana, aripana... Rediff. Процитовано 12 січня 2012.